# USA-215
O USA-215 (também referenciado como NRO-41 ou NROL-41) é um satélite estadunidense de reconhecimento operado pelo U.S. National Reconaissance Office. Foi lançado em 21 de setembro de 2010 do Complexo de Lançamento 3 da Base da Força Aérea de Vandenberg, através de um foguete Atlas V 501 AV-025. Ele foi identificado como o primeiro de uma nova série de imagens de radar de satélites, desenvolvidas como parte do programa Future Imagery Architecture, para substituir a série anterior Lacrosse.
A órbita do satélite foi colocada em uma órbita baixa da Terra, com um perigeu de 1.102 quilômetros (685 milhas), um apogeu de 1.105 km (687 milhas) e 122,9993 graus de inclinação orbital.

## Ligações Externas
- 2010-046A NSSDC Master Catalog
- 37162 Satellite Catalog Number